# Teorema de muestreo de Nyquist-Shannon

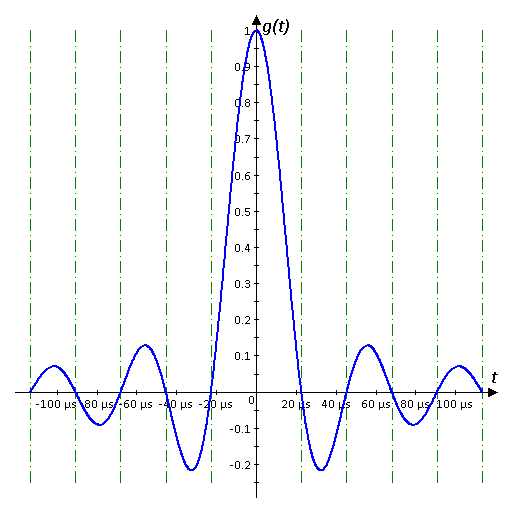
Función de interpolación g(t) para F_{s}=44100 muestras por segundo (estándar CD-Audio). Excepto para t=0, el intervalo entre pasos por cero (líneas verticales verdes) representa el intervalo entre muestras (~22,68 µs para este ejemplo).

El teorema de muestreo de Nyquist-Shannon, también conocido como teorema de muestreo de Whittaker-Nyquist-Kotelnikov-Shannon o bien teorema de Nyquist, es un teorema fundamental de la teoría de la información, de especial interés en las telecomunicaciones.
Este teorema fue formulado en forma de conjetura por primera vez por Harry Nyquist en 1928 (Certain topics in telegraph transmission theory), y fue demostrado formalmente por Claude E. Shannon en 1949 (Communication in the presence of noise).
El teorema trata del muestreo, que no debe ser confundido o asociado con la cuantificación, proceso que sigue al de muestreo en la digitalización de una señal y que, al contrario del muestreo, no es reversible (se produce una pérdida de información en el proceso de cuantificación, incluso en el caso ideal teórico, que se traduce en una distorsión conocida como error o ruido de cuantificación y que establece un límite teórico superior a la relación señal-ruido). Dicho de otro modo, desde el punto de vista del teorema, las muestras discretas de una señal son valores exactos que aún no han sufrido redondeo o truncamiento alguno sobre una precisión determinada, es decir, aún no han sido cuantificadas.

## Descripción matemática

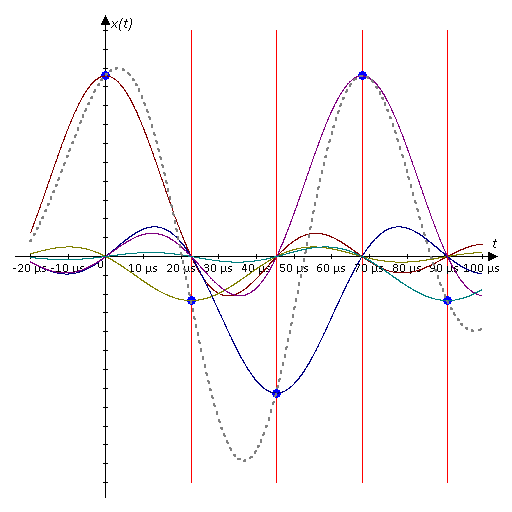
Ejemplo de reconstrucción de una señal de 14,7 kHz (línea gris discontinua) con sólo cinco muestras. Cada ciclo se compone de sólo 3 muestras a 44100 muestras por segundo. La reconstrucción teórica resulta de la suma ponderada de la función de interpolación g(t) y sus versiones correspondientes desplazadas en el tiempo g(t-nT) con, donde los coeficientes de ponderación son las muestras x(n). En esta imagen cada función de interpolación está representada con un color (en total, cinco) y están ponderadas al valor de su correspondiente muestra (el máximo de cada función pasa por un punto azul que representa la muestra).

El teorema demuestra que la reconstrucción exacta de una señal continua en banda base a partir de sus muestras, es matemáticamente posible si la señal está limitada en banda y la tasa de muestreo es superior al doble de su ancho de banda.
Dicho de otro modo, la información completa de la señal analógica original que cumple el criterio anterior está descrita por la serie total de muestras que resultaron del proceso de muestreo. No hay nada, por tanto, de la evolución de la señal entre muestras que no esté perfectamente definido por la serie total de muestras.
Si la frecuencia más alta contenida en una señal analógica {\displaystyle x_{a}(t)\,\!} es {\displaystyle F_{max}=B\,\!} y la señal se muestrea a una tasa {\displaystyle F_{s}>2F_{max}\equiv 2B\,\!}, entonces {\displaystyle x_{a}(t)\,\!} se puede recuperar totalmente a partir de sus muestras mediante la siguiente función de interpolación:
{\displaystyle g(t)={\frac {\sin 2\pi Bt}{2\pi Bt}}\,\!}
Así, {\displaystyle x_{a}(t)\,\!} se puede expresar como:
{\displaystyle x_{a}(t)=\sum _{n=-\infty }^{\infty }x_{a}\left({\frac {n}{F_{s}}}\right)g\left(t-{\frac {n}{F_{s}}}\right)}
donde {\displaystyle x_{a}\left({\frac {n}{F_{s}}}\right)=x_{a}\left(nT\right)\equiv x\left(n\right)} son las muestras de {\displaystyle x_{a}\left(t\right)}.
Hay que notar que el concepto de ancho de banda no necesariamente es sinónimo del valor de la frecuencia más alta en la señal de interés. A las señales para las cuales esto sí es cierto se les llama señales de banda base, y no todas las señales comparten tal característica (por ejemplo, las ondas de radio en frecuencia modulada).
Si el criterio no es satisfecho, existirán frecuencias cuyo muestreo coincide con otras (el llamado aliasing).

## Cuestiones de interpretación frecuentes en relación con el teorema y el proceso de muestreo
- Una vez satisfechos los criterios de Nyquist, la calidad de la reconstrucción de una señal en toda su banda, ya no se encuentra en función de la tasa de muestreo empleada en el proceso de muestreo. Esto es totalmente cierto desde la perspectiva matemática del teorema y un error, una vez consideradas las limitaciones prácticas, en el ámbito práctico de la física o la ingeniería.[1] Así, una vez satisfechos los criterios de Nyquist, no aporta nada el incrementar la tasa de muestreo una vez que esta cumple el criterio de Nyquist. Es decir, matemáticamente, la información necesaria para su reconstrucción total existirá desde que la tasa cumpla ese criterio -siempre y cuando no exista otro factor como la cuantificación-. De esta manera, por ejemplo, la reconstrucción de una señal periódica con componentes de hasta 10 kHz es idéntica tanto si se obtiene de una tasa de muestreo de 25000 muestras por segundo como de una de 50000 muestras por segundo.
- El proceso de muestreo no debe ser confundido con el de cuantificación, que redondea los valores obtenidos por el muestreo para su posterior codificación (generalmente en binario) y que, por tanto, puede provocar distorsión. El muestro es, desde el punto de vista matemático, perfectamente reversible una vez cumplido el criteiro de Nyquist, es decir, su reconstrucción 'per se' es exacta, no aproximada. La cuantificación, por el contrario, supone una simplificación mediante redondeo o aproximación de los valores de muestreo de la señal analógica, que apenas podrán revertirse mediante técnicas de modelado de ruido a fin de alterar selectivamente la distorsión consecuencia del proceso de cuantificación en señales completamente digitalizadas, es decir, muestreadas, cuantificadas y codificadas.
- Es un error creer que los puntos que resultan del proceso de muestreo se unen en la reconstrucción mediante rectas, también denominada interpolación lineal. Esto formaría dientes de sierra en la señal obtenida, representadas por muestras con una frecuencia de valores discretos siempre menor a la continuidad analógica. Por el contrario, el proceso de cálculo de la interpolación se realiza de manera predictiva. El teorema de muestreo demuestra que toda la información de una señal contenida en el intervalo temporal entre dos muestras cualesquiera, está descrita por la serie total de muestras, siempre que la señal registrada sea de naturaleza periódica -como lo son las ondas mecánicas del sonido, o las ondas electromagnéticas-, y no tenga componentes de frecuencia igual o superior a la mitad de la tasa de muestreo; en cuyo caso no será necesario predecir la evolución de la señal entre muestras para obtener la representación continua de la señal.
- En la práctica, y dado que no existen los filtros analógicos pasa-bajo ideales, se debe dejar un margen entre la frecuencia máxima que se desea registrar, y la frecuencia crítica de Nyquist que resulta de la tasa de muestreo escogida. Por ejemplo, para CD-Audio la frecuencia máxima de los componentes a registrar y reproducir es de 20 kHz y la frecuencia crítica de la tasa de 44100 muestras por segundo empleada es de 22,05 kHz; un margen del 10% aproximadamente para esta aplicación. Sin embargo, este margen es una necesidad que resulta de las limitaciones físicas de un filtro de reconstrucción o antialiasing que utilicemos, y no una consideración contemplada por el teorema de Nyquist-Shannon, que apenas pretende establecer el marco teórico-matemático del procesamiento digital de señales. En ocasiones se emplean técnicas de sobremuestreo para la reconstrucción de una señal con el objeto de aumentar artificialmente este margen y permitir el uso de filtros de fase lineal (retardo de grupo constante) en la banda pasante, los cuales son generalmente más sencillos y económicos, y presentan pendientes de atenuación más suaves. En todo caso, tanto el margen como el uso de técnicas de sobremuestreo son recursos de ingeniería para tratar restricciones prácticas, que en nada invalidan el resultado y contenido de este teorema. El teorema es, de hecho, el marco analítico ideal sobre el que las restricciones reales no ideales deben ser estudiadas.

### Nuevos formatos
La aparición reciente de nuevos formatos de audio (denominados frecuentemente formatos de alta resolución) para usuario final que contienen señales muestreadas con tasas más elevadas a la empleada en los CD de audio han contribuido a extender la idea errónea de que la calidad en la reconstrucción de una señal en toda su banda (hasta la frecuencia crítica) es función directa de la tasa de muestreo empleada. Lo cual nos haría pensar que la calidad del SACD es innecesaria por ser imperceptible, cosa que incluso la industria no está dispuesta a asumir en modo alguno y que una escucha comparada de ambos formatos se encarga de desmentir. Es una diferencia audible notable y la razón del nacimiento del audio de alta resolución.
Los nuevos formatos de audio que recientemente han aparecido (aunque con escaso éxito comercial) que emplean Modulación por impulsos codificados (PCM) sin pérdida por compresión con tasas de muestreo más altas a las empleadas en el CD de audio, (DVD-Audio, por ejemplo) para registrar y reproducir señales de idéntico ancho de banda se justifican porque permiten el empleo de filtros de reconstrucción más benignos, sencillos y económicos sacrificando un recurso cada vez más económico y de menor trascendencia (la capacidad de almacenamiento, un recurso crítico en el pasado) y porque, además, satisfacen simultáneamente las expectativas de un mercado como el audiófilo, caracterizado por dogmas entre los que se encuentra muy extendida la falsa creencia de que esto representa una mejora en la calidad de la señal reconstruida (en particular, de sus componentes de alta frecuencia). Este error es sólo una consecuencia de una clara incomprensión del alcance y significado del teorema de muestreo y de establecer comparaciones falaces como, por ejemplo, con la digitalización de imágenes (donde no se realiza la reconstrucción de una señal periódica), etc.
La elevada tasa de muestreo de otro formato de audio de reciente aparición, el SACD o Super Audio CD, es una consecuencia del uso de una tecnología denominada comercialmente Direct Stream Digital™ (DSD) basada en un tipo de codificación digital denominado Modulación por densidad de impulsos (PDM). Si bien la tasa de muestreo es 64 veces la del CD-Audio, es necesario tener presente que se trata de una cuantificación de 1 bit (en lugar de los 16 empleados en el CD-Audio) y basado en técnicas de modelado de ruido. No es posible, por tanto, establecer comparaciones superficiales con el PCM de CD-Audio o DVD-Audio (ambos PCM), ya que en este caso la relación señal-ruido no es constante respecto de la frecuencia (en CD-Audio el ruido de cuantificación es independiente de la frecuencia y sólo depende de los intervalos de amplitud empleados en el proceso de cuantificación, es decir, es de unos 98,09 dB constantes para los 16 bits de este estándar CD-Audio en todo el espectro útil). Un SACD puede registrar y reproducir señales con componentes de hasta 33 kHz con una relación señal-ruido equivalente al de un CD-Audio y mantener una relación señal-ruido de aproximadamente 122 dB para el espectro audible.
Entre las ventajas objetivas de estos formatos (DVD-Audio y SACD) se encuentra la grabación de audio multicanal y la capacidad para el empleo de técnicas de protección de copia, tema de interés para las compañías discográficas y, probablemente, la auténtica justificación industrial y comercial de estos productos junto con el evidente beneficio resultante de la sustitución de todos los equipos reproductores y grabadores del mundo.
Se han publicado trabajos experimentales rigurosos que concluyen que no existen diferencias audibles entre los formatos de alta resolución y el tradicional soporte de audio digital CD-Audio e, incluso, también se ha demostrado que son indistinguibles, en calidad de audio, entre sí los formatos de alta resolución SACD y DVD-Audio.